# Orientierungslauf-Weltcup 2011
Der Orientierungslauf-Weltcup 2011 war die 17. Auflage der internationalen Wettkampfserie im Orientierungslauf. Ausgetragen wurde er in vier Runden mit insgesamt zehn Wettkämpfen.
Den Gesamtsieg errangen Daniel Hubmann aus der Schweiz bei den Männern und bei den Frauen die Schwedin Helena Jansson.

## Austragungsorte
| Runde | Wettkampf | Datum         | Austragungsort    | Wettbewerb                | Bemerkung                |
| ----- | --------- | ------------- | ----------------- | ------------------------- | ------------------------ |
| 1     | 1         | 16. Juni      | Porvoo            | Sprint                    | Nordic Orienteering Tour |
| 1     | 2         | 21. Juni      | Göteborg          | Sprint (Knock-Out)        | Nordic Orienteering Tour |
| 1     | 3         | 25. Juni      | Oslo              | Mitteldistanz (Jagdstart) | Nordic Orienteering Tour |
| 2     | 4         | 16. August    | Savoie            | Sprint                    | Weltmeisterschaften      |
| 2     | 5         | 17. August    | Savoie            | Langdistanz               | Weltmeisterschaften      |
| 2     | 6         | 19. August    | Savoie            | Mitteldistanz             | Weltmeisterschaften      |
| 3     | 7         | 24. September | Liberec           | Mitteldistanz             |                          |
| 3     | 8         | 25. September | Liberec           | Langdistanz (Jagdstart)   |                          |
| 4     | 9         | 1. Oktober    | La Chaux-de-Fonds | Mitteldistanz             |                          |
| 4     | 10        | 2. Oktober    | La Chaux-de-Fonds | Sprint                    |                          |

## Ergebnisse

### 1. Wettkampf (Sprint in Porvoo)
| Männer | Männer | Männer          | Männer    |
| Platz  | Land   | Athlet          | Zeit      |
| ------ | ------ | --------------- | --------- |
| 1      | SUI    | Matthias Kyburz | 15:49 min |
| 2      | SUI    | Matthias Merz   | 15:58 min |
| 3      | SUI    | Fabian Hertner  | 15:59 min |
| 4      | SUI    | Matthias Müller | 16:02 min |
| 5      | SUI    | Daniel Hubmann  | 16:05 min |
| 6      | SWE    | William Lind    | 16:09 min |

| Frauen | Frauen | Frauen             | Frauen    |
| Platz  | Land   | Athlet             | Zeit      |
| ------ | ------ | ------------------ | --------- |
| 1      | SWE    | Linnea Gustafsson  | 15:44 min |
| 2      | SWE    | Lena Eliasson      | 15:52 min |
| 3      | SWE    | Annika Billstam    | 15:54 min |
| 4      | DEN    | Signe Søes         | 16:01 min |
| 5      | SUI    | Rahel Friedrich    | 16:07 min |
| 6      | SWE    | Tove Alexandersson | 16:20 min |

### 2. Wettkampf (Knock-Out-Sprint in Göteborg)
| Männer | Männer | Männer             | Männer    |
| Platz  | Land   | Athlet             | Zeit      |
| ------ | ------ | ------------------ | --------- |
| 1      | SWE    | Jerker Lysell      | 10:24 min |
| 2      | SUI    | Daniel Hubmann     | 10:26 min |
| 3      | SUI    | Matthias Kyburz    | 10:27 min |
| 4      | GBR    | Scott Fraser       | 10:28 min |
| 5      | FRA    | Frédéric Tranchand | 10:32 min |
| 6      | SUI    | Matthias Merz      | 10:42 min |

| Frauen | Frauen | Frauen             | Frauen    |
| Platz  | Land   | Athlet             | Zeit      |
| ------ | ------ | ------------------ | --------- |
| 1      | RUS    | Galina Winogradowa | 10:39 min |
| 2      | SWE    | Linnea Gustafsson  | 10:41 min |
| 3      | SWE    | Lena Eliasson      | 10:47 min |
| 4      | DEN    | Maja Alm           | 10:50 min |
| 5      | SWE    | Annika Billstam    | 11:02 min |
| 6      | NOR    | Mari Fasting       | 11:11 min |

### 3. Wettkampf (Jagdstart-Mitteldistanz in Oslo)
| Männer | Männer | Männer          |
| Platz  | Land   | Athlet          |
| ------ | ------ | --------------- |
| 1      | SUI    | Daniel Hubmann  |
| 2      | SUI    | Matthias Merz   |
| 3      | SUI    | Fabian Hertner  |
| 4      | NOR    | Olav Lundanes   |
| 5      | SUI    | Matthias Müller |
| 6      | SUI    | Matthias Kyburz |

| Frauen | Frauen | Frauen          |
| Platz  | Land   | Athlet          |
| ------ | ------ | --------------- |
| 1      | SWE    | Annika Billstam |
| 2      | FIN    | Merja Rantanen  |
| 3      | SWE    | Lena Eliasson   |
| 4      | SWE    | Emma Claesson   |
| 5      | DEN    | Maja Alm        |
| 6      | NOR    | Mari Fasting    |

### 4. Wettkampf (Sprint in Savoie)
| Männer | Männer | Männer           | Männer      |
| Platz  | Land   | Athlet           | Zeit        |
| ------ | ------ | ---------------- | ----------- |
| 1      | SUI    | Daniel Hubmann   | 13:11,8 min |
| 2      | SWE    | Anders Holmberg  | 13:37,8 min |
| 3      | SUI    | Matthias Müller  | 13:41,2 min |
| 4      | GBR    | Graham Gristwood | 13:58,8 min |
| 5      | ROU    | Ionut Zinca      | 14:05,1 min |
| 6      | SUI    | Matthias Merz    | 14:07,1 min |

| Frauen | Frauen | Frauen                | Frauen      |
| Platz  | Land   | Athlet                | Zeit        |
| ------ | ------ | --------------------- | ----------- |
| 1      | SWE    | Linnea Gustafsson     | 13:14,3 min |
| 2      | SWE    | Helena Jansson        | 13:22,7 min |
| 3      | SWE    | Lena Eliasson         | 13:28,5 min |
| 4      | DEN    | Maja Alm              | 13:54,4 min |
| 5      | RUS    | Anastassija Tichonowa | 14:00,3 min |
| 6      | DEN    | Emma Klingenberg      | 14:01,1 min |
| 6      | FIN    | Anni-Maija Fincke     | 14:01,1 min |

### 5. Wettkampf (Langdistanz in Savoie)
| Männer | Männer | Männer            | Männer    |
| Platz  | Land   | Athlet            | Zeit      |
| ------ | ------ | ----------------- | --------- |
| 1      | FRA    | Thierry Gueorgiou | 1:47:29 h |
| 2      | FIN    | Pasi Ikonen       | 1:51:56 h |
| 3      | FRA    | François Gonon    | 1:53:35 h |
| 4      | SUI    | Baptiste Rollier  | 1:55:26 h |
| 5      | SUI    | Daniel Hubmann    | 1:57:05 h |
| 6      | SWE    | Olle Boström      | 1:57:40 h |

| Frauen | Frauen | Frauen                  | Frauen    |
| Platz  | Land   | Athlet                  | Zeit      |
| ------ | ------ | ----------------------- | --------- |
| 1      | SWE    | Annika Billstam         | 1:22:26 h |
| 2      | CZE    | Dana Brožková           | 1:26:54 h |
| 3      | SWE    | Helena Jansson          | 1:29:55 h |
| 4      | CZE    | Eva Juřeníková          | 1:30:58 h |
| 5      | NOR    | Heidi Østlid Bagstevold | 1:31:57 h |
| 6      | FIN    | Anni-Maija Fincke       | 1:34:06 h |

### 6. Wettkampf (Mitteldistanz in Savoie)
| Männer | Männer | Männer                 | Männer    |
| Platz  | Land   | Athlet                 | Zeit      |
| ------ | ------ | ---------------------- | --------- |
| 1      | FRA    | Thierry Gueorgiou      | 34:38 min |
| 2      | SWE    | Peter Öberg            | 36:59 min |
| 3      | NOR    | Olav Lundanes          | 37:01 min |
| 4      | UKR    | Oleksandr Kratow       | 37:30 min |
| 5      | LTU    | Jonas Vytautas Gvildys | 37:45 min |
| 6      | FRA    | François Gonon         | 37:46 min |

| Frauen | Frauen | Frauen              | Frauen    |
| Platz  | Land   | Athlet              | Zeit      |
| ------ | ------ | ------------------- | --------- |
| 1      | SWE    | Helena Jansson      | 33:10 min |
| 2      | DEN    | Ida Bobach          | 34:26 min |
| 3      | SUI    | Judith Wyder        | 35:11 min |
| 4      | FIN    | Minna Kauppi        | 35:19 min |
| 5      | RUS    | Natalja Winogradowa | 35:28 min |
| 6      | DEN    | Maja Alm            | 35:31 min |

### 7. Wettkampf (Mitteldistanz in Liberec)
| Männer | Männer | Männer              | Männer    |
| Platz  | Land   | Athlet              | Zeit      |
| ------ | ------ | ------------------- | --------- |
| 1      | FIN    | Pasi Ikonen         | 38:52 min |
| 2      | FRA    | Thierry Gueorgiou   | 39:25 min |
| 3      | AUT    | Gernot Kerschbaumer | 40:00 min |
| 4      | SUI    | Daniel Hubmann      | 40:06 min |
| 5      | NOR    | Olav Lundanes       | 40:10 min |
| 6      | SWE    | Peter Öberg         | 40:32 min |

| Frauen | Frauen | Frauen             | Frauen    |
| Platz  | Land   | Athlet             | Zeit      |
| ------ | ------ | ------------------ | --------- |
| 1      | CZE    | Dana Brožková      | 39:38 min |
| 2      | FIN    | Minna Kauppi       | 39:56 min |
| 3      | SWE    | Helena Jansson     | 40:29 min |
| 4      | SWE    | Tove Alexandersson | 40:31 min |
| 5      | SUI    | Ines Brodmann      | 41:56 min |
| 6      | CZE    | Eva Juřeníková     | 42:02 min |

### 8. Wettkampf (Jagdstart-Langdistanz in Liberec)
| Männer | Männer | Männer            | Männer    |
| Platz  | Land   | Athlet            | Zeit      |
| ------ | ------ | ----------------- | --------- |
| 1      | SUI    | Marc Lauenstein   | 2:23:15 h |
| 2      | FRA    | Thierry Gueorgiou | 2:23:38 h |
| 3      | FIN    | Topi Anjala       | 2:24:19 h |
| 4      | SUI    | Daniel Hubmann    | 2:25:08 h |
| 5      | SWE    | William Lind      | 2:25:56 h |
| 6      | FIN    | Mats Haldin       | 2:27:16 h |

| Frauen | Frauen | Frauen             | Frauen    |
| Platz  | Land   | Athlet             | Zeit      |
| ------ | ------ | ------------------ | --------- |
| 1      | FIN    | Minna Kauppi       | 1:58:39 h |
| 2      | CZE    | Dana Brožková      | 1:59:04 h |
| 3      | SWE    | Tove Alexandersson | 1:59:19 h |
| 4      | DEN    | Signe Søes         | 1:59:43 h |
| 5      | CZE    | Eva Juřeníková     | 1:59:56 h |
| 6      | SUI    | Ines Brodmann      | 2:00:58 h |

### 9. Wettkampf (Mitteldistanz in La Chaux-de-Fonds)
| Männer | Männer | Männer            | Männer    |
| Platz  | Land   | Athlet            | Zeit      |
| ------ | ------ | ----------------- | --------- |
| 1      | FRA    | Thierry Gueorgiou | 35:52 min |
| 2      | SUI    | Daniel Hubmann    | 36:05 min |
| 3      | SUI    | Fabian Hertner    | 36:43 min |
| 4      | FIN    | Pasi Ikonen       | 36:46 min |
| 5      | SWE    | Peter Öberg       | 36:56 min |
| 6      | SUI    | Baptiste Rollier  | 37:10 min |

| Frauen | Frauen | Frauen                 | Frauen    |
| Platz  | Land   | Athlet                 | Zeit      |
| ------ | ------ | ---------------------- | --------- |
| 1      | SWE    | Tove Alexandersson     | 33:16 min |
| 2      | SWE    | Helena Jansson         | 34:45 min |
| 3      | NOR    | Ida Marie Ness Bjorgul | 34:50 min |
| 4      | FIN    | Minna Kauppi           | 34:59 min |
| 5      | SWE    | Linnea Martinsson      | 35:43 min |
| 6      | CZE    | Dana Brožková          | 35:46 min |

### 10. Wettkampf (Sprint in La Chaux-de-Fonds)
| Männer | Männer | Männer            | Männer    |
| Platz  | Land   | Athlet            | Zeit      |
| ------ | ------ | ----------------- | --------- |
| 1      | SUI    | Daniel Hubmann    | 15:08 min |
| 2      | SWE    | Jerker Lysell     | 15:13 min |
| 3      | SUI    | Matthias Kyburz   | 15:20 min |
| 4      | FRA    | Thierry Gueorgiou | 15:25 min |
| 5      | SUI    | Matthias Merz     | 15:26 min |
| 6      | SUI    | Martin Hubmann    | 15:28 min |

| Frauen | Frauen | Frauen             | Frauen    |
| Platz  | Land   | Athlet             | Zeit      |
| ------ | ------ | ------------------ | --------- |
| 1      | FIN    | Minna Kauppi       | 13:35 min |
| 2      | SWE    | Lena Eliasson      | 13:42 min |
| 3      | SWE    | Helena Jansson     | 13:45 min |
| 4      | GBR    | Tessa Hill         | 13:47 min |
| 5      | DEN    | Maja Alm           | 13:49 min |
| 6      | RUS    | Galina Winogradowa | 13:53 min |

## Gesamtwertung
Zur Bewertung wurden die sieben besten Resultate der Wettkämpfe 1 bis 8 sowie das bessere Resultat bei den beiden letzten Wettkämpfen herangezogen.
| Männer | Männer | Männer            | Männer |
| Platz  | Land   | Athlet            | Punkte |
| ------ | ------ | ----------------- | ------ |
| 1      | SUI    | Daniel Hubmann    | 788    |
| 2      | FRA    | Thierry Gueorgiou | 560    |
| 3      | SUI    | Matthias Merz     | 475    |
| 4      | SUI    | Matthias Kyburz   | 391    |
| 5      | SUI    | Matthias Müller   | 346    |
| 6      | FIN    | Pasi Ikonen       | 342    |
| 7      | SUI    | Fabian Hertner    | 322    |
| 8      | NOR    | Olav Lundanes     | 312    |
| 9      | SWE    | Jerker Lysell     | 306    |
| 10     | SWE    | Anders Holmberg   | 255    |

| Frauen | Frauen | Frauen             | Frauen |
| Platz  | Land   | Athlet             | Punkte |
| ------ | ------ | ------------------ | ------ |
| 1      | SWE    | Helena Jansson     | 500    |
| 2      | FIN    | Minna Kauppi       | 480    |
| 3      | SWE    | Lena Eliasson      | 478    |
| 4      | SWE    | Annika Billstam    | 431    |
| 5      | DEN    | Maja Alm           | 420    |
| 6      | CZE    | Dana Brožková      | 389    |
| 7      | SWE    | Tove Alexandersson | 375    |
| 8      | FIN    | Merja Rantanen     | 373    |
| 9      | DEN    | Signe Søes         | 336    |
| 10     | SUI    | Rahel Friedrich    | 322    |